# 海江田万里
海江田 万里（かいえだ ばんり、1949年〈昭和24年〉2月26日 - ）は、日本の政治家、経済評論家。立憲民主党所属の衆議院議員（9期）。立憲民主党常任顧問。
衆議院副議長（第68代）、原子力経済被害担当大臣（菅直人第2次改造内閣）、経済産業大臣（第14代）、内閣府特命担当大臣（経済財政政策、科学技術政策）、宇宙開発担当大臣（菅第1次改造内閣）、衆議院決算行政監視委員長、同経済産業委員長、同財務金融委員長、旧立憲民主党税制調査会長（初代）、民主党代表（第10代）、民主党政策調査会長（第5代）、市民リーグ代表を歴任した。

## 来歴

### 生い立ち
東京都杉並区出身。
父親の四郎は毎日新聞の記者であり、安倍晋太郎の上司であった。中華人民共和国や台湾にいたことがあり、万里の名前は万里の長城に因むことから、海江田は「中国とのかかわりは、生まれた時から」と語る。また四郎は鹿児島県出身で、大学を卒業するまでの本籍は鹿児島県日置郡金峰町（現在の南さつま市）だったことから、海江田は「鹿児島は私の故郷」という。母親はカトリック信者。
東京都立鷺宮高等学校、慶應義塾大学法学部政治学科卒業。大学では現代東南アジア論を担当していた松本三郎に師事した。

### 経済評論家として
慶應大卒業後、タレント政治家であった野末陳平の秘書を経て、自身もタレント、経済評論家として独立。テレビ、ラジオ、雑誌などで税金や経済情勢の解説者として幅広く活躍した。『ウッチャンナンチャンのやるならやらねば!』（フジテレビ）にも「海江田総理（当時の海部総理のパロディ）」として出演したことがある。バブル経済で財テクブームが到来すると一般向けの財テク指南書を多く出版したが、この中で安愚楽牧場の投資商品を推奨していたことが後に問題視される。また、1989年4月から1991年3月まで『TXNニュース THIS EVENING』（テレビ東京）の土曜メインキャスターを務めたほか、同年10月から1993年3月までは『海江田万里のパワフルサタデー』（朝日放送テレビ）という冠番組もあった。

### 政界へ

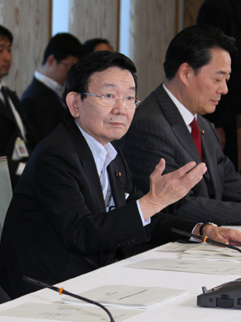
2011年5月24日、閣僚会議で内閣府特命担当大臣（経済財政政策担当）与謝野馨（左）と

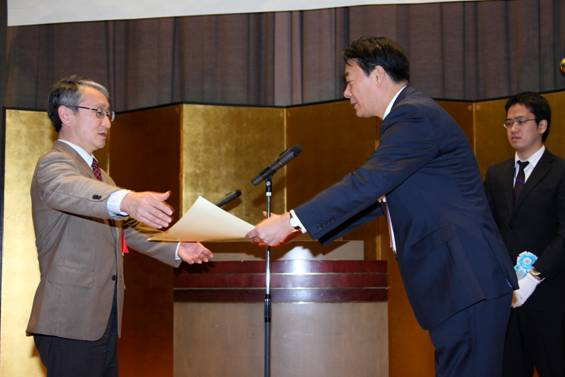
2010年12月2日、「はやぶさ」功労者感謝状贈呈式で宇宙科学研究所宇宙航行システム研究系教授川口淳一郎（左）と

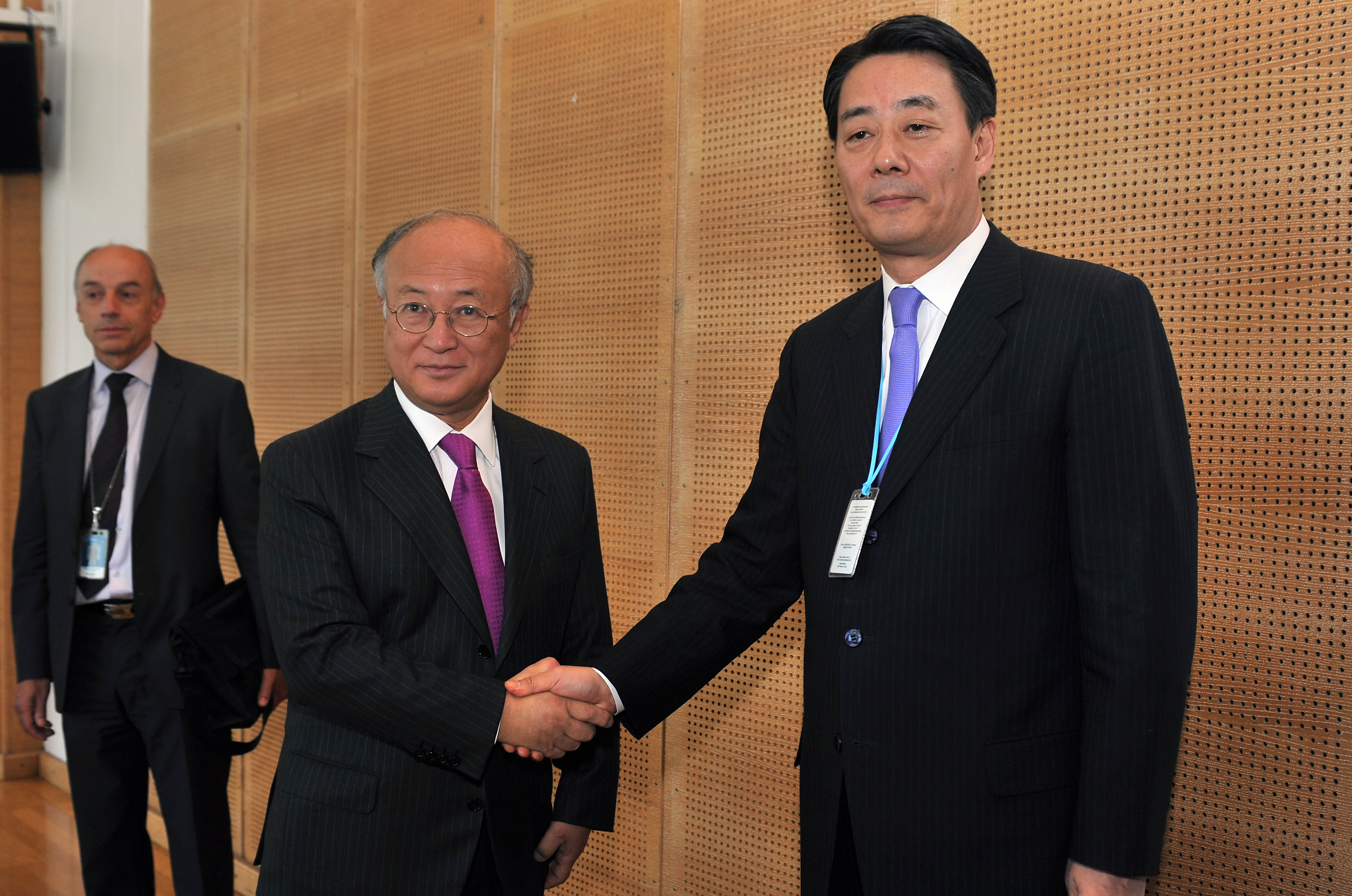
2011年6月20日、国際原子力機関事務局長天野之弥（左）と

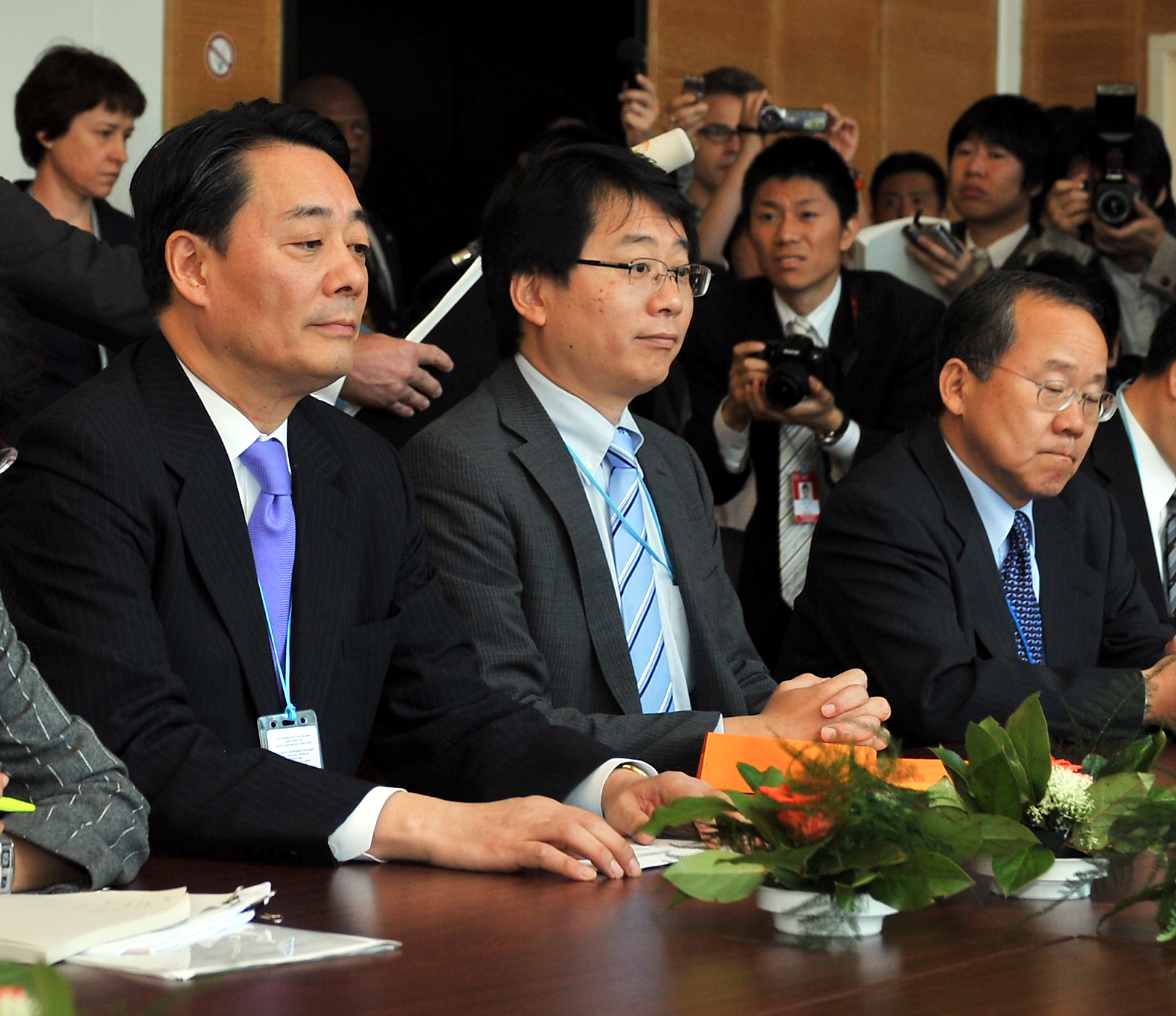
2011年6月20日、外務大臣政務官山花郁夫（中央）、在ウィーン国際機関政府代表部特命全権大使中根猛（右）と

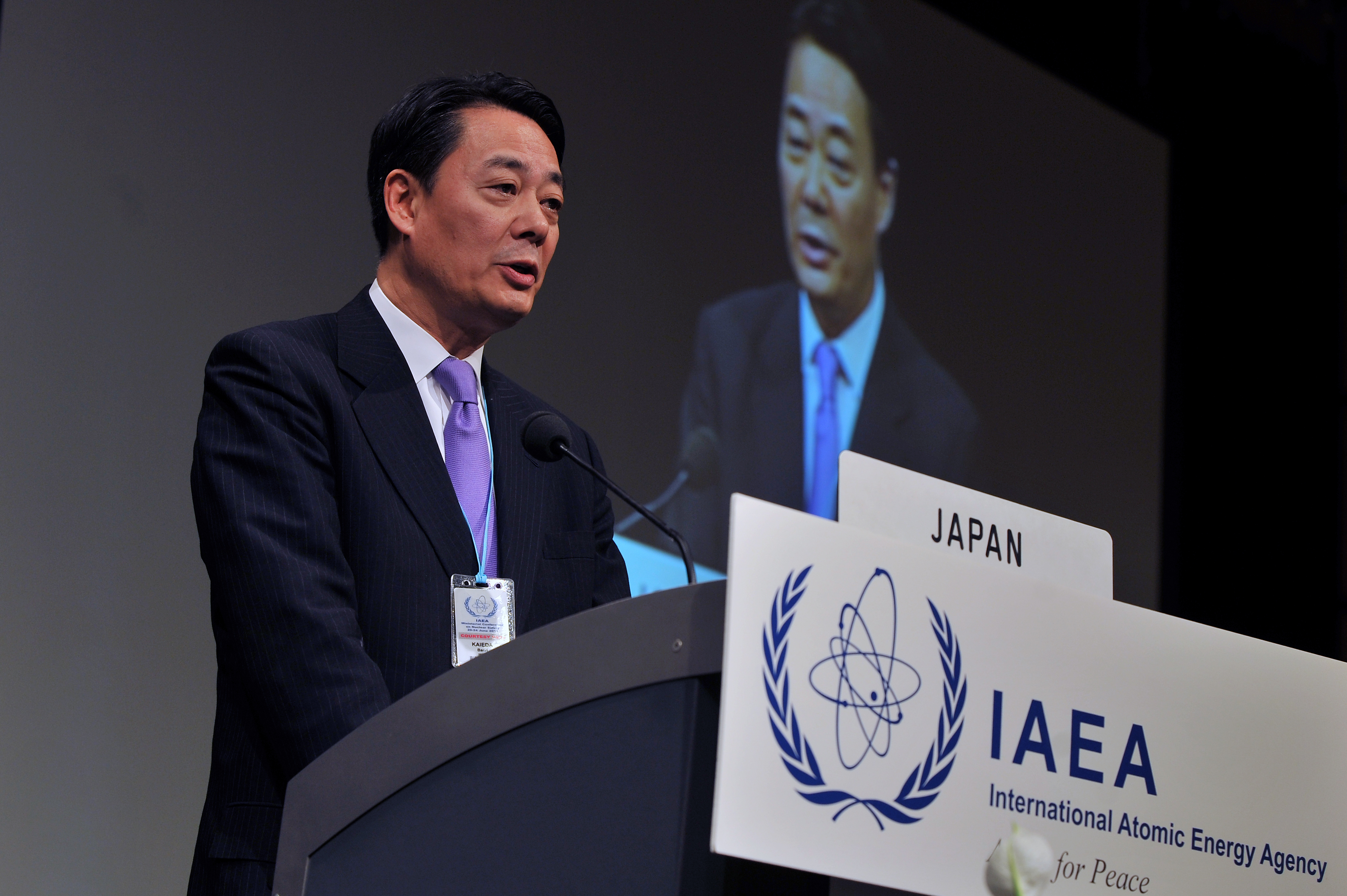
2011年6月20日、原子力安全に関する閣僚会議で

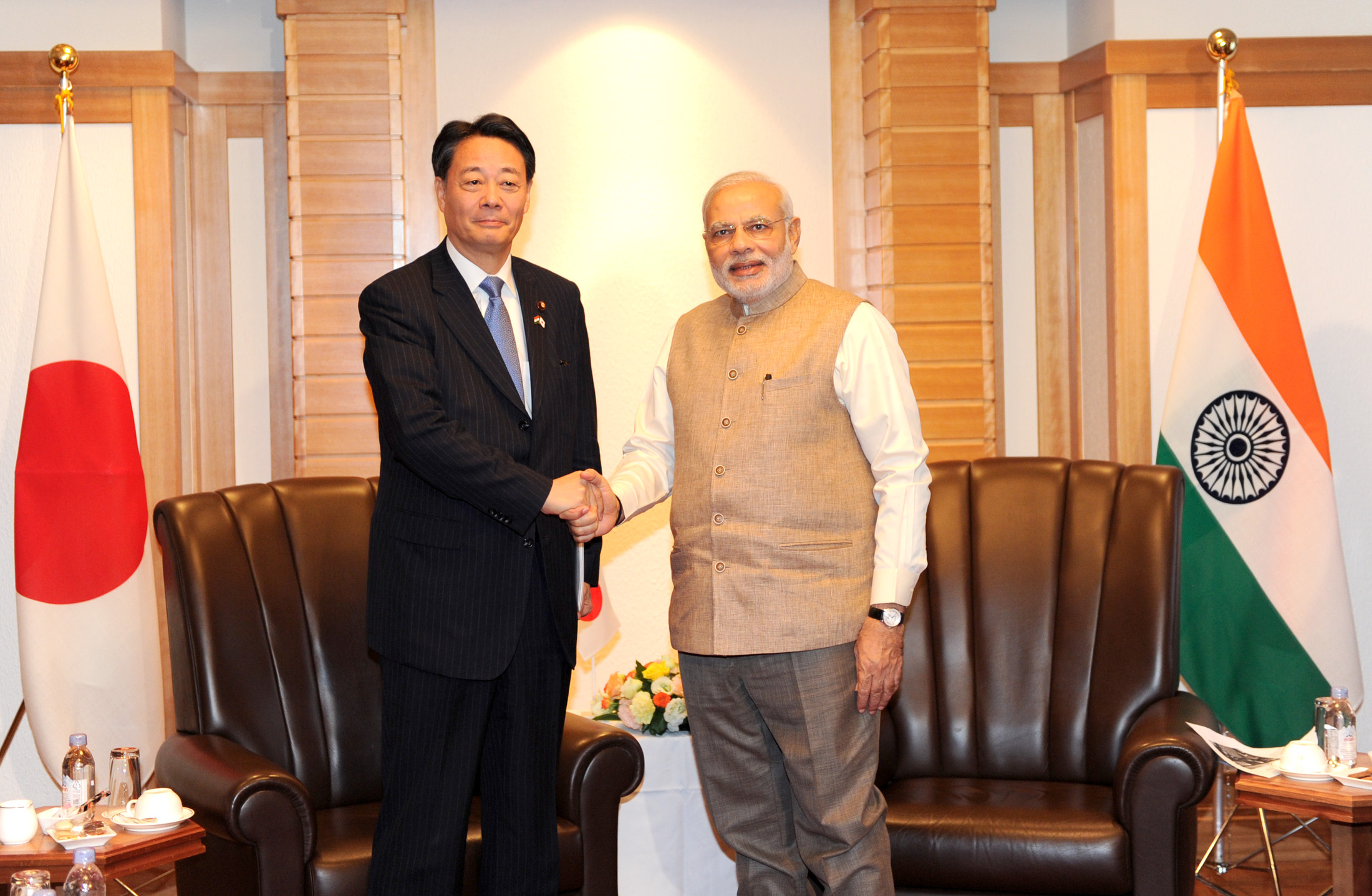
2014年9月2日、インド首相ナレンドラ・モディ（右）と

1986年、第14回参議院議員通常選挙に税金党公認で東京都選挙区から出馬し、落選した。
1993年、第40回衆議院議員総選挙に日本新党公認で旧東京1区から出馬し、初当選した。1994年9月に日本新党を離党。民主新党クラブを経て、1995年に山花貞夫ら日本社会党を離党したグループを糾合して市民リーグを結成し、代表委員（党首）に就任。翌1996年、村山富市の首相辞任に伴う首班指名選挙では、市民リーグ所属衆議院議員5名が海江田に投票。その後、新党さきがけを離党した菅直人や鳩山由紀夫らの主導による旧民主党結党に市民リーグとして合流する。1996年の第41回衆議院議員総選挙では東京1区から出馬し、自由民主党の与謝野馨に敗れたが、比例東京ブロックで復活当選した。
1997年10月、金正日の朝鮮民主主義人民共和国国防委員会委員長推戴を記念する祝賀宴に参加した。
1999年、国旗及び国歌に関する法律案の衆院本会議における採決で反対票を投じた。2000年の第42回衆議院議員総選挙では東京1区から民主党公認で出馬し、与謝野を破り当選した。同年、民主党東京都連会長に就任。同年12月には在日本朝鮮人総連合会の招請による民主党の訪朝団に参加し、北朝鮮を訪問した。
2002年には党政策調査会長に就任した。2003年、第43回衆議院議員総選挙では再度与謝野を破り当選した（与謝野も比例復活）。
2005年の第44回衆議院議員総選挙に東京1区から民主党公認で出馬したが、与謝野に敗れ、比例復活もできずに落選した。
2009年8月の第45回衆議院議員総選挙では東京1区から民主党公認で出馬し、与謝野を破り4年ぶりに当選した（与謝野も比例復活）。総選挙後、民主党選挙対策委員長代理に就任した。同年12月には、小沢一郎を名誉団長とする小沢訪中団に参加し、中国を訪問した。
2010年9月民主党代表選挙に一旦は出馬する意向を表明し、小沢一郎にも出馬の意向を伝えた。しかし、当の小沢が出馬の意向を示したため自身の出馬表明を撤回、代表選挙での小沢への投票を明言した。小沢は菅直人に敗れた。同年9月に発足した菅第1次改造内閣では内閣府特命担当大臣（経済財政政策、科学技術政策）に就任し、初入閣した。また、国務大臣として宇宙開発担当の補職を受けた。
2011年1月、菅第2次改造内閣では、経済産業大臣に横滑りした。この内閣改造では小選挙区のライバルである与謝野馨も、それまでの海江田の役職であった内閣府特命担当大臣（経済財政政策担当）の後任として入閣した。与謝野の入閣に関し、海江田は「人生というものは不条理だ」と感想を述べた。4月11日、国務大臣として原子力経済被害担当の補職を受けた。

6月、経済産業大臣（当時）の海江田は東京電力が求めていた福島第一原子力発電所事故の汚染水流出を防ぐ遮水壁設置の先送りについて、「中長期的課題」とすることを条件に容認した。

7月7日、原子力損害賠償支援機構法案の成立をめどに辞任する意向を表明し、8月12日には菅内閣が総辞職する前に辞任する意向を示した。8月19日、2011年民主党代表選挙に立候補する意向を固め、小沢一郎に支援を要請。会見では小沢の党員資格停止処分の見直しを示唆した。23日、内閣総辞職前の辞任を撤回。8月26日、内閣総理大臣の菅直人に辞表を提出するが受理されず。同日、民主党代表選への出馬を正式表明。28日の討論会などでは、民主党のマニフェスト見直しに関する自民・公明両党との三党合意について「継続するかどうかは新執行部で決めるのがいい」と述べ、白紙で臨む考えを示した。
29日の民主党代表選挙では1回目の投票で最多の143票を獲得。野田佳彦との決選投票では177票を獲得したが、215票の野田に及ばなかった。この要因として、選挙戦で鹿野道彦陣営から山田正彦を引き抜き反発を招いたことや、TPPを推進する姿勢がぶれたことが挙げられている。なお翌日の衆議院本会議における内閣総理大臣指名選挙では、小沢を慕う松木謙公より一票を投じられている。2011年9月、野田内閣の発足に伴い経済産業大臣を退任し、衆議院財務金融委員長に就任。
2012年12月16日の第46回衆議院議員総選挙では東京1区から民主党公認で出馬し、自民党新人で当時38歳の山田美樹に敗れたが、比例復活で6選。
12月22日、総選挙の結果を受けて民主党代表を辞任した野田の後任を決める民主党代表選挙に立候補を表明した。出馬に際して、「あえて火中の栗を拾う（覚悟で今度の代表選に臨む決意をした）。（民主党の創立者の1人として）党を立て直す責任がある」と心境を明かした。12月25日の代表選挙で90票を獲得し、馬淵澄夫を下して民主党代表に選出された。なお民主党初の比例代表により当選した代表である。
2013年8月16日、新華社日本語経済ニュースにより、海江田が中国共産党機関紙・人民日報系の国際情報紙・環球時報の取材の中で『「（安倍晋三が）戦後秩序を戦前に戻そうとしている」「歴史認識問題で、安倍首相は戦後の国際秩序を再び戦前に戻そうとしている。だが、そんなことはアジア各国のみならず国際社会全体が賛同しない」』と述べた事が報道され、また同記事の中で環球時報が海江田を『日本で「親中派」と呼ばれる海江田代表』と評している事が報道された。
2014年12月14日の第47回衆議院議員総選挙は代表となってから初めての総選挙であり、自らも東京1区から出馬した。民主党は改選前から11議席増やして73議席としたが、自身は前回と同じく山田美樹に敗れ、さらに比例東京ブロックでも復活当選できず落選となった。野党第1党党首が落選するのは、1949年1月の第24回衆議院議員総選挙で日本社会党委員長であった片山哲（第46代内閣総理大臣）が落選して以来、65年ぶりのことである。この結果を受け、総選挙の翌日の12月15日に記者会見を開き、民主党代表を辞任することを表明した。
2015年1月15日、民主党代表を辞任。同年12月9日、辻元清美の政治資金パーティー「政治活動20年へ、感謝と飛躍の集い in 東京」に参加。
2016年3月27日、民進党が設立。同党に所属する。

### 立憲民主党

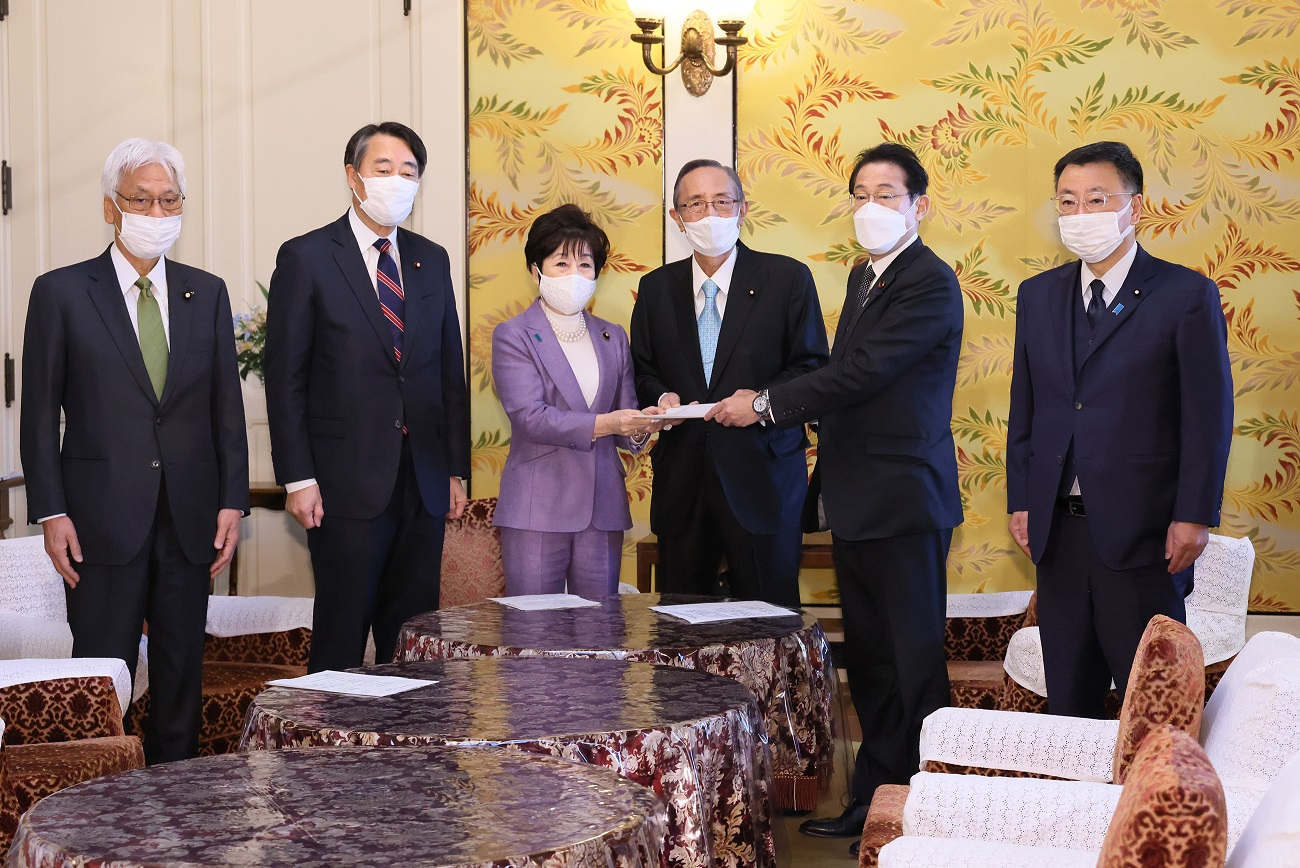
2022年1月12日、国会で（左から2人目）

2017年9月28日、民進党は希望の党への合流を決定。9月29日、希望の党代表の小池百合子は「リベラル派排除」を宣言。記者団に「全員を受け入れるということはさらさらありません」と語る姿、記者会見でにこやかに「排除されない、ということはございませんで、排除いたします」と答える姿が何度もテレビに流れた。
同年9月30日未明、共同通信が「枝野幸男が無所属で出馬する方向で検討に入った。考え方の近い前議員らとの新党結成も視野に入れている」と報道。同日中に民進党の前職、元職計15人の「排除リスト」が出回る。海江田の名もその中に挙がった。
同年10月2日夕方、枝野は新党「立憲民主党」を結党すると表明した。同日、海江田は新党へ参加する意思を表明。立憲民主党が設立された10月3日、希望の党は衆院選の第1次公認192人を発表。同党が東京1区に弁護士の松沢香を擁立したことが明らかとなった。10月4日、立憲民主党に加わった長妻昭らは国会内で記者会見し、衆院選の東京都の小選挙区に海江田など16人を擁立する方針を明らかにした。同日、日本共産党東京都委員会は立憲民主党や社民党と共闘するため、東京1、5、6、7、18、21区について新人候補の擁立を取りやめると発表した。
同年10月22日の第48回衆議院議員総選挙に立憲民主党公認で東京1区から立候補し、自民党の山田美樹に3021票差で勝利し、国政に返り咲いた。11月1日、立憲民主党より赤松広隆が衆議院副議長に就任することに伴い、赤松が務めていた最高顧問の役職に就いた。
2018年、党の税制調査会長並びに財務金融部門会議の初代部会長に就任。
11月、衆議院決算行政監視委員長に就任した（党税調会長併任）。
2020年9月15日、旧立憲民主党と旧国民民主党は、2つの無所属グループを加えた形で新「立憲民主党」を結成。海江田も新党に参加し、常任顧問となった。
2021年10月31日、第49回衆議院議員総選挙で再び山田に敗れるも比例復活により8選。11月10日、衆議院副議長に選出。
2024年10月27日、第50回衆議院議員総選挙では山田、日本維新の会政調会長の音喜多駿ら8人を制して9選。

## 政策・主張

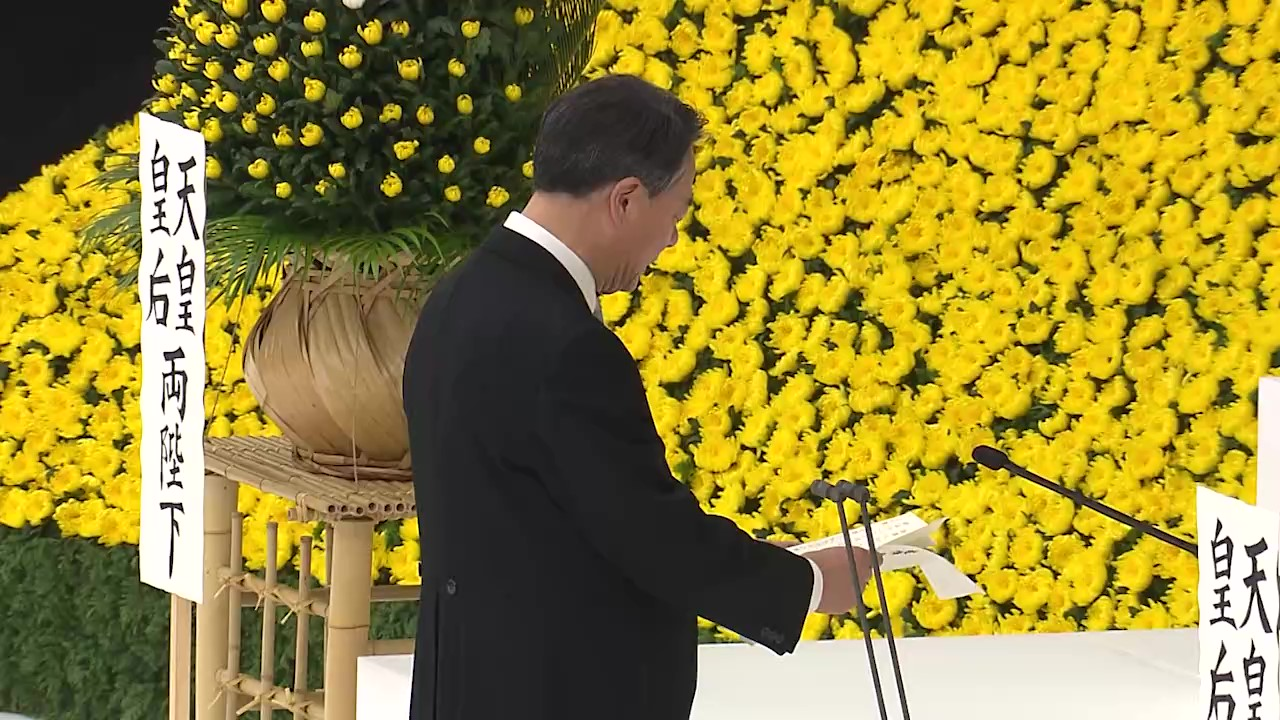
2023年8月15日、全国戦没者追悼式で追悼の辞を述べる（衆議院議長細田博之の代読）

### 憲法
- 憲法改正について、2017年のアンケートで「どちらかと言えば反対」と回答[53]。2021年のアンケートで「反対」と回答[54]。
- 9条改憲について、2021年の毎日新聞社のアンケートで「反対」と回答[55]。
- 憲法を改正し緊急事態条項を設けることについて、2021年の毎日新聞社のアンケートで「反対」と回答[55]。

### 外交・安全保障
- 安全保障関連法の成立について、2017年のアンケートで「評価しない」と回答[53]。
- 「他国からの攻撃が予想される場合には敵基地攻撃もためらうべきではない」との問題提起に対し、2021年のアンケートで「どちらかと言えば反対」と回答[54]。
- 「北朝鮮に対しては対話よりも圧力を優先すべきだ」との問題提起に対し、2017年のアンケートで「反対」と回答[53]。2021年のアンケートで「どちらかと言えば反対」と回答[54]。
- 普天間基地の辺野古移設について、2021年のアンケートで「反対」と回答[54]。
- 徴用工訴訟などの歴史問題をめぐる日韓の関係悪化についてどう考えるかとの問いに対し、2021年の毎日新聞社のアンケートで回答しなかった[55]。

### ジェンダー
- 選択的夫婦別姓制度の導入について、2017年、2021年のアンケートで「賛成」と回答[53][54]。
- 同性婚を可能とする法改正について、2017年で「どちらとも言えない」と回答[53]。2021年のアンケートで「どちらかと言えば賛成」と回答[54]。
- 「LGBTなど性的少数者をめぐる理解増進法案を早期に成立させるべきか」との問題提起に対し、2021年のアンケートで「賛成」と回答[54]。
- クオータ制の導入について、2021年の毎日新聞社のアンケートで「賛成」と回答[55]。

### その他
- アベノミクスについて、2017年のアンケートで「どちらかと言えば評価しない」と回答[53]。
- 安倍内閣による森友学園問題・加計学園問題への対応について、2017年のアンケートで「評価しない」と回答[53]。
- 森友学園への国有地売却をめぐる公文書改竄問題で、2021年5月6日、国は「赤木ファイル」の存在を初めて認めた[56]。しかし5月13日、菅義偉首相はファイルの存在を踏まえた再調査を行わない考えを報道各社に書面で示した[57]。9月の自民党総裁選挙で総裁に選出された岸田文雄も10月11日、衆議院本会議の代表質問で再調査の実施を否定した[58]。国の対応をどう考えるかとの問いに対し、同年の毎日新聞社のアンケートで「さらに調査や説明をすべきだ」と回答[55]。
- 「治安を守るためにプライバシーや個人の権利が制約されるのは当然だ」との問題提起に対し、2017年のアンケートで「反対」と回答[53]。
- 「原子力発電所は日本に必要だと思うか」との問いに対し、2021年の毎日新聞社のアンケートで「必要ない」と回答[55]。

## 発言

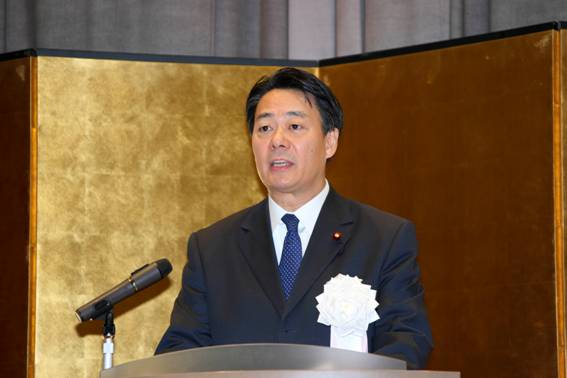
2010年12月2日、「はやぶさ」功労者感謝状贈呈式で

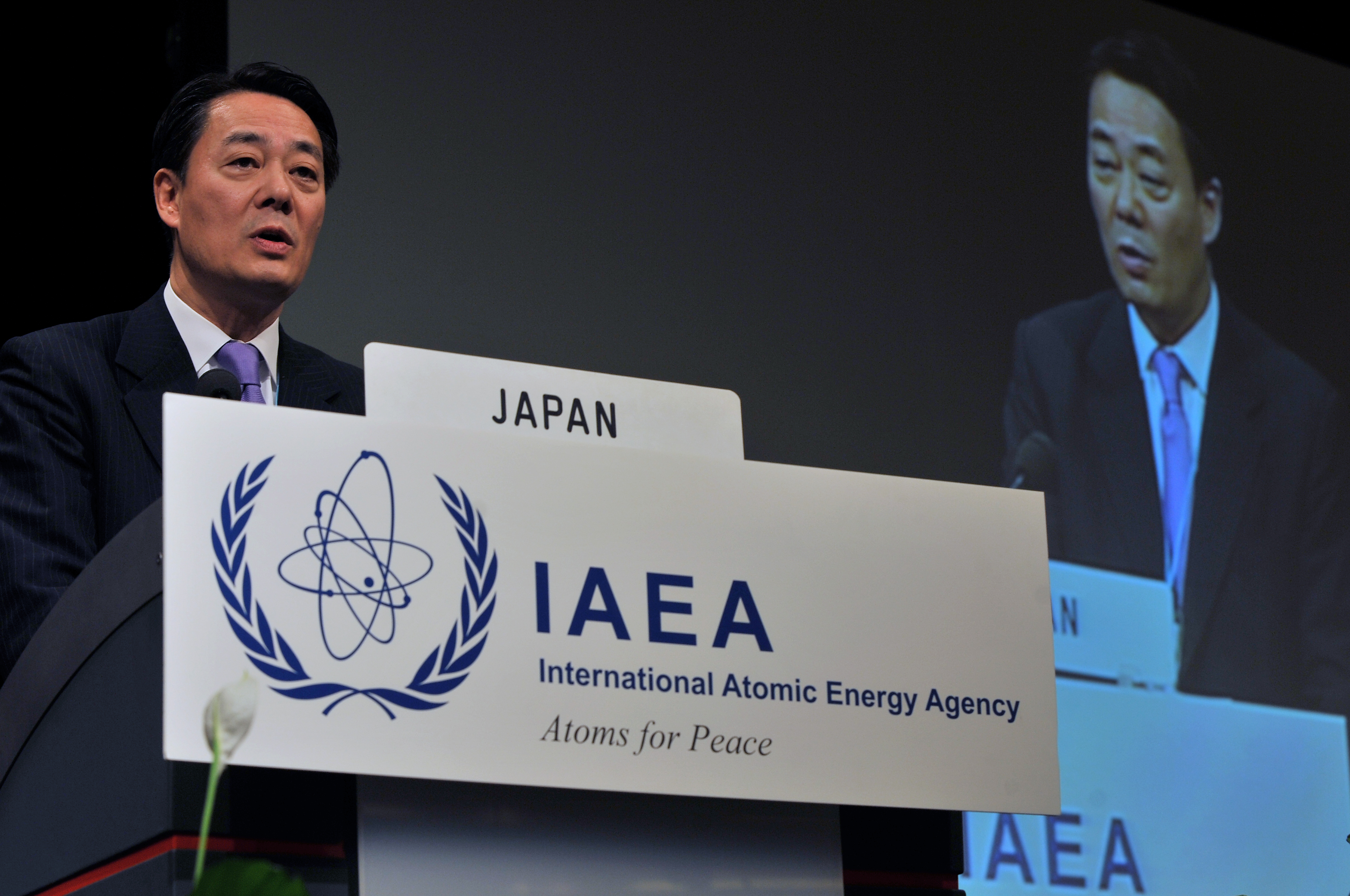
2011年6月20日、原子力安全に関する閣僚会議で

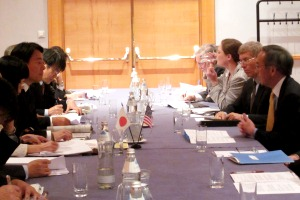
2010年9月、アメリカ合衆国エネルギー長官スティーブン・チュー（右端）らと

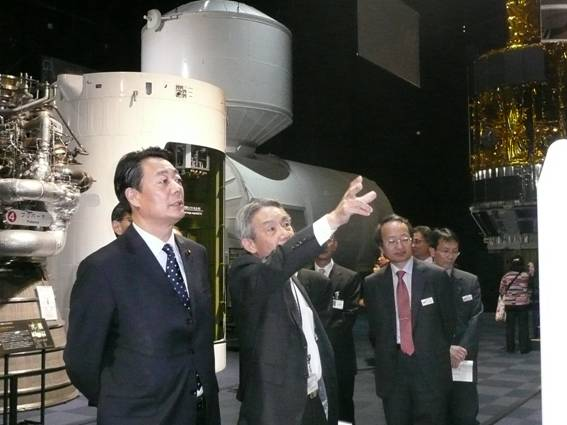
2010年10月10日、筑波宇宙センターで

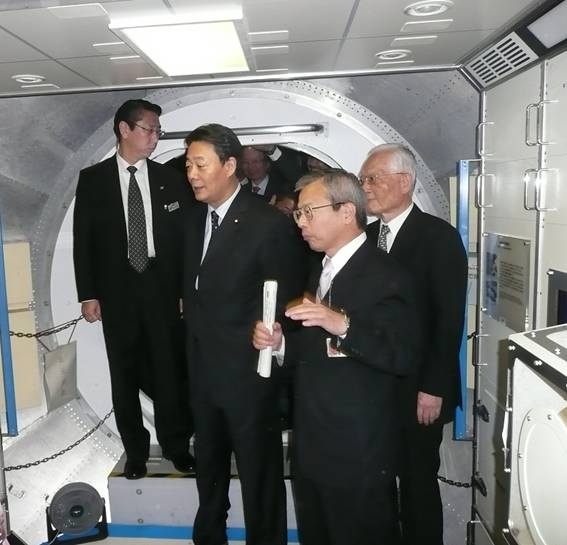
2010年10月10日、筑波宇宙センターで

### 年収1500万円は中間所得者
年収1500万円以上の給与所得者について、「金持ちではない。中間所得者だ」と述べている。日本における給与所得者のうち、年収1500万円以上の割合は1.2%である。

### 東日本大震災関連

#### 消防隊について
2011年3月、福島第一原子力発電所事故での3号炉建物への放水活動を行う東京消防庁ハイパーレスキュー隊幹部に対し政府関係者から「速やかにやらなければ処分する」との圧力的発言があったと、石原慎太郎東京都知事は述べている。 都の関係者によると、その発言は海江田によるものであったという。なお海江田周辺では「そのような発言の事実はない」と否定している。また枝野幸男内閣官房長官は「事実関係を把握した上で、善処が必要であれば政府として対応させていただく」と述べた。
2011年3月22日、閣議後の記者会見において海江田は「進行中の話なので事実関係を詳細に述べるのは差し控えたいが、消防の方が本当に不快な思いをされたのであれば申し訳なく思う」と陳謝、一方で「私が直接現場と話したのではなく、連絡員が入っているものだ。今は現場で働いている人が第一で、いずれちゃんと話す」と述べた。

#### 作業員被曝について
2011年3月25日、福島第一原子力発電所事故において作業員が被曝したことについて、放射線をチェックする職員が同行していなかったことを「かなり基本的な作業の落ち度。人繰りの問題で入っていなかった。大きな基本的なミス」と語り、東京電力の作業員軽視とも思われる対応に苦言を呈した。

#### 作業員の待遇改善
2011年4月26日の参院経済産業委員会において、公明党副代表の松あきら元経産副大臣が福島第一原子力発電所作業員の苛酷な労働環境について質問したところ、改善の難しさを述べてから、飯場について「片一方で避難民の方々が居て、それよりも良くなってはいけないし、かといって働く人たちの基準を守らなければいけないということで、本当に東電の方々も非常に難しい選択をしながら、そこは夏場に向かって熱中症も多いことですから、ぎりぎりのところで働く人たちの待遇を改善しなければいけないということになっている」と述べた。

#### 線量計つけず作業、日本人の誇り
2011年7月23日、テレビ番組に出演し「現場の人たちは線量計をつけて入ると（線量が）上がって法律では働けなくなるから、線量計を置いて入った人がたくさんいる」「頑張ってくれた現場の人は尊いし、日本人が誇っていい」と称賛した。ただし同年10月8日、東京電力はそのような例はないとの調査結果を原子力安全・保安院に報告している。

#### 菅直人総理が注水を指示したとの虚偽の情報を流す
菅直人元総理が安倍晋三元総理のメールマガジンの内容が名誉毀損であるとして訴えた裁判で、東京地裁は、「海水注入を菅氏が決めたという虚偽の事実を海江田万里経済産業相（当時）ら側近が流したことなど記事は重要な部分で真実だった」と海江田の言動が原因となって虚偽が広まったと判断したとされる（なお、公表された裁判書には海江田氏の氏名は顕れていない）。

### その他の発言
2010年10月17日、尖閣諸島中国漁船衝突事件に絡む中国共産党主導の中国主要都市で起きた反日デモに関して「まだ一部の動きだろうと思うが、燃え上がらないように日本も努力しなければいけない」と述べ、日本政府側の対応が必要だとの考えを示した。
2011年1月17日、内閣府で海江田から与謝野馨への経済財政担当大臣の新旧引き継ぎ式が行われた。海江田は職員に中国語でさようならを意味する「再見（zai jian）」と訓辞を述べ、庁舎を後にした。
2011年1月15日、慶應義塾大学で来日したフランスの経済学者、ジャック・アタリと対談した。海江田は人口減対策について個人的見解と断った上で、「コントロールした上での移民政策も必要ではないか」と語り、留学生に優先的に国籍を付与するなどの方策も検討に値すると述べた。
2013年12月26日、内閣総理大臣・安倍晋三の靖国神社参拝について「過去の日本の歴史の負の側面とは一線を画すべきだ。日本の主体的な判断として大局的な立場にたって参拝を自重すべきだ」と述べ、靖国神社が日本の歴史の負の面であるとの認識を示した。

## 人物・エピソード
- 趣味は漢詩、読書、絵画鑑賞[75]。

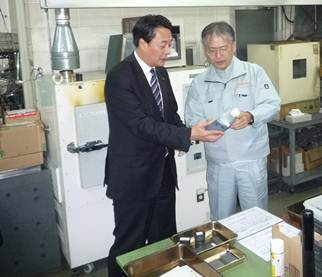
2010年12月17日、川邑研究所社長川邑正広（右）と

- 杉並区立高円寺中学校時代は野球部に入部し、熱心に打ち込んだ。特に夏休み期間中には朝から夕方まで猛練習に明け暮れる毎日であり、中学時代の部活で体力を養った経験が政治家に転身してから大いに生きたことを述懐している[76]。
- その杉並区立高円寺中学校時代の野球部でチームメイトだったのが詩人のねじめ正一であり[76]、選挙の際にはねじめが応援にかけつけるなど現在でも親交が深い間柄でもある[77]。
- 師事した野末陳平との関係から、「中国との縁が本格化した」という。漢詩に造詣が深く、2006年に私撰の詩集も出している。インタビューで「中学生の時から漢文が好き」だったと答えている[78]。
- 日中国会議員書画展へ書画を提供している[79]。
- 生島ヒロシが創業者である生島企画室（現在のFIRST AGENT）にマネージメントを委託し、活動していた。衆議院選に落選した時には、経済評論家として講演会などの活動も増やし、TBSラジオ「生島ヒロシのおはよう一直線」など積極的に出演している。
- 1996年に『僕が小沢政治を嫌いなほんとの理由』という本を出版したが、現在では小沢一郎との関係は良好であり、新しい衆議院議員会館では、海江田も籍を置く鳩山グループの所属議員の多くが使用する第1議員会館4階ではなく、小沢の側近議員が集められた同6階の一室を使用している[80]。
- 北京紙、新京報は2011年8月27日付で、海江田について「中国文化を愛好し、対中関係に積極的」と評価。名前の由来や司馬遷の『史記』を愛読していること、北京の繁華街で買った中国メーカーのスーツを着用していることなどを好意的に紹介した。
- 2022年1月20日、衆議院本会議で副議長として議長に代わり議長席にあったが、「散会」と宣言すべきところ「解散」を宣言し、直後に議長席に戻り言い直した[81]。2024年4月16日にも同様の間違いを起こし、議場からヤジが飛ばされた後、言い直した[82][83]。

### 大修館もっと明鏡大賞
大修館書店が全国の中高生から国語辞典に載せたい言葉を募集する「第6回『もっと明鏡』大賞 みんなで作ろう国語辞典!」で、事務局オススメ傑作選に「海江田る」という言葉が選ばれた。この言葉は、海江田が経済産業大臣時代、菅直人首相（当時）の唐突な脱原発表明などに散々振り回されたり、それに関連して衆議院経済産業委員会の答弁中に号泣したりしたことから、「上司の発言に大きく振り回される」「すぐに泣く」という意味。

### 政治資金
2003年9月12日の日本共産党の機関紙しんぶん赤旗で「消費者金融（サラ金）など貸金業界の政治団体「全国貸金業政治連盟」（全政連）から、政治献金を受けている」と伝えられている。また、2011年10月29日のしんぶん赤旗でパチンコチェーンストア協会から、2005年以降パチンコ業界から220万円政治献金を受けていると伝えられている。

### 安愚楽牧場関連
破綻した安愚楽牧場の和牛預託商法について、海江田は衆議院議員に当選する平成5年までに、複数の雑誌、書籍などで紹介し投資を推奨していた。これに対して全国安愚楽牧場被害対策弁護団と被害者の一部は被害額の1割の損害賠償を海江田を被告として提訴した。
弁護団公式ホームページによると海江田はかつて以下のような記述をして投資を強く推奨し、リスクがないことを強調していたという。
- 「13.3%の高利回りは驚異的だ」「元金確実で、しかも年13.3%と考えれば、他の金融商品はまっ青!」[88]
- 「和牛の死亡率は0.4%と低く、また万一そのような事態があっても代わりの牛が提供されるので、契約どおりの利益は保証されます」[89]
- 「知る人ぞ知るといった高利回りの利殖商品」「むろん元本は保証付き」[90][91]
- 「利益は申し込みをした時点で確定していますから、リスクもありません」[92]

また、著作物の中で海江田は、安愚楽牧場への投資のための申し込み電話番号も記述をしており、被害者の中にはそれを見て申し込んだ人もいたという。また安愚楽牧場のパーティーにも海江田は出席していた。
海江田は2012年12月25日の民主党新代表就任記者会見で「20数年前のことで、私も自分の金を出しており、時期がきて終わったことだ」と説明している。また、海江田は「（記事を）執筆した時期とその後の日本の経済は全く異なっており、評論の効力はなくなったと考えている。損害賠償責任を負うものではない」という談話を発表したが、弁護団長である紀藤正樹は「海江田氏は経済の専門家として記事を書いた点で責任は重い」として批判した。これまで、2012年6月から、過去3回、同様の申立てが為されていたという事であるが、3度目の調停申立てが、2013年2月5日までに成立しなかった場合は、東京地裁に提訴する方針であるとした。この3度目の調停申立ては、2013年2月5日までに成立しなかったため、出資者約30人は、2月中に数億円の損害賠償を求める訴えを東京地裁に起こす方針を固めた。
2013年2月18日、この件について、11都県に住む40代から70代の男女30人が、「投資の専門家として知名度と影響力があったのに、危険性の調査や説明を怠り、宣伝マンの役割を果たした」として、計約6億1,000万円の賠償を求めて東京地裁に正式に民事提訴をしたが、2016年9月9日、同地裁（谷口園恵裁判長）は「海江田が記事を執筆した時点では安愚楽牧場の和牛は破綻必至の投資対象ではなく、海江田と安愚楽牧場間に緊密な関係はなかった」として請求を棄却した。

## 選挙歴
| 当落 | 選挙                     | 執行日         | 年齢 | 選挙区              | 政党         | 得票数     | 得票率 | 定数 | 得票順位 /候補者数 | 政党内比例順位 /政党当選者数 |
| ---- | ------------------------ | -------------- | ---- | ------------------- | ------------ | ---------- | ------ | ---- | ------------------ | ---------------------------- |
| 落   | 第14回参議院議員通常選挙 | 1986年07月06日 | 37   | 東京都選挙区        | 税金党       | 32万7444票 | 6.46%  | 4    | 8/50               | /                            |
| 当   | 第40回衆議院議員総選挙   | 1993年07月18日 | 44   | 旧東京1区           | 日本新党     | 6万3939票  | 29.15% | 3    | 1/9                | /                            |
| 比当 | 第41回衆議院議員総選挙   | 1996年10月20日 | 47   | 比例東京（東京1区） | 旧民主党     | 6万3661票  | 30.39% | 1    | 2/4                | 3/5                          |
| 当   | 第42回衆議院議員総選挙   | 2000年06月25日 | 51   | 東京1区             | 民主党       | 9万3173票  | 41.25% | 1    | 1/5                | /                            |
| 当   | 第43回衆議院議員総選挙   | 2003年11月09日 | 54   | 東京1区             | 民主党       | 10万5222票 | 44.60% | 1    | 1/5                | /                            |
| 落   | 第44回衆議院議員総選挙   | 2005年09月11日 | 56   | 東京1区             | 民主党       | 10万1396票 | 36.92% | 1    | 2/4                | /                            |
| 当   | 第45回衆議院議員総選挙   | 2009年08月30日 | 60   | 東京1区             | 民主党       | 14万1742票 | 47.43% | 1    | 1/9                | /                            |
| 比当 | 第46回衆議院議員総選挙   | 2012年12月16日 | 63   | 比例東京（東京1区） | 民主党       | 8万879票   | 28.91% | 1    | 2/9                | 1/3                          |
| 落   | 第47回衆議院議員総選挙   | 2014年12月14日 | 65   | 東京1区             | 民主党       | 8万9232票  | 35.57% | 1    | 2/6                | /                            |
| 当   | 第48回衆議院議員総選挙   | 2017年10月22日 | 68   | 東京1区             | 旧立憲民主党 | 9万6255票  | 40.69% | 1    | 1/6                | /                            |
| 比当 | 第49回衆議院議員総選挙   | 2021年10月31日 | 72   | 比例東京（東京1区） | 立憲民主党   | 9万43票    | 35.43% | 1    | 2/4                | 3/4                          |
| 当   | 第50回衆議院議員総選挙   | 2024年10月27日 | 75   | 東京1区             | 立憲民主党   | 5万6979票  | 32.01% | 1    | 1/9                | /                            |

## 略歴

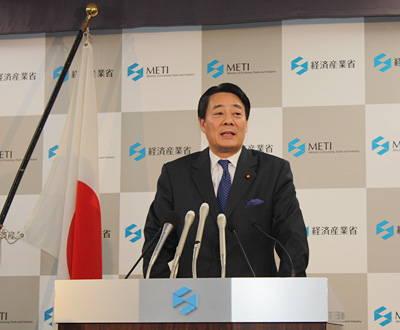
2011年1月14日、経済産業大臣就任時の会見で

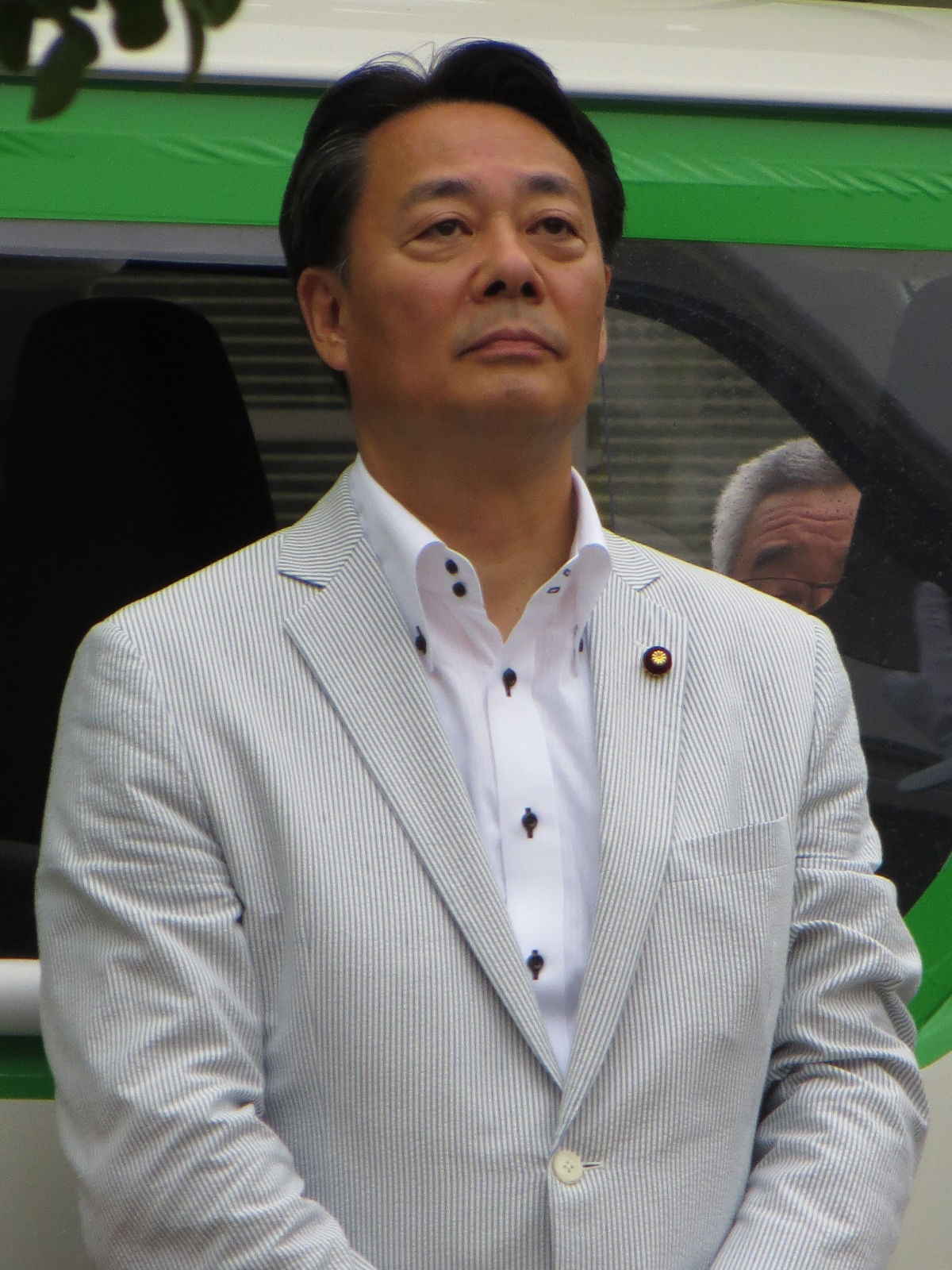
2013年7月6日、第23回参議院議員通常選挙の応援で

- 1972年（昭和47年）3月 - 慶應義塾大学法学部政治学科卒業[75]。
- 議員秘書を経て経済評論家[75]。
- 1993年（平成5年）7月 - 第40回衆議院議員選挙に日本新党から立候補、当選[75]。
- 1996年（平成8年）
  - 9月 - 鳩山由紀夫、菅直人らと民主党結成[75]。
  - 10月 - 第41回衆議院議員選挙当選[75]。予算委員会、決算委員会、大蔵委員会委員[75]。
- 2000年（平成12年）
  - 6月 - 第42回衆議院議員選挙当選[75]。国家基本政策委員会、予算委員会、財務金融委員会委員[75]。
  - 9月 - 民主党財政委員長。
- 2002年（平成14年）9月 - 民主党政策調査会長。
- 2003年（平成15年）
  - 11月 - 第43回衆議院議員選挙当選[75]。国家基本政策委員会理事、予算委員会委員[75]。
  - 12月 - 民主党常任幹事（東京地域担当）。
- 2004年（平成16年）5月 - 「次の内閣」の厚生労働大臣。
- 2009年（平成21年）8月 - 第45回衆議院議員選挙で5期目の当選[75]。予算委員会理事、安全保障委員会委員[75]。
- 2010年（平成22年）
  - 6月 - 財務金融委員長[75]。
  - 9月 - 菅第1次改造内閣で内閣府特命担当大臣（経済財政政策、科学技術政策）、宇宙開発担当大臣[75]。
- 2011年（平成23年）
  - 1月 - 菅第2次改造内閣で経済産業大臣[75]。
  - 6月 - 菅第2次改造内閣で原子力経済被害担当大臣[75]。
  - 9月 - 財務金融委員長。
  - 10月 - 民主党地域主権調査会長。
- 2012年（平成24年）12月 - 第46回衆議院議員選挙出馬。小選挙区（東京1区）2位落選。同比例東京ブロック3位復活当選。民主党代表選挙にも出馬し、馬淵澄夫を下して当選。第10代民主党代表に就任。
- 2014年（平成26年）12月 - 第47回衆議院議員選挙出馬。小選挙区（東京1区）2位及び同比例東京ブロック4位落選[97][98]。
- 2015年（平成27年）1月 - 民主党代表を辞任。
- 2017年（平成29年）、民進党の分裂に伴い、立憲民主党所属で第48回衆議院議員総選挙に東京1区から立候補し、自民党の山田美樹を抑え返り咲き当選[42]。
  - 10月31日 - 立憲民主党は両院議員総会で、海江田を最高顧問に据える人事を了承した[99]。
  - 11月 - 財務金融委員会筆頭理事。
- 2018年（平成30年）11月 - 衆議院決算行政監視委員長。

## 家族

### 海江田家
（鹿児島県日置郡金峰町（現・南さつま市）、東京都杉並区）
- 父・四郎（毎日新聞記者）[100]

安倍晋三元総理大臣の父、晋太郎（元外相）と海江田の父、四郎（元毎日新聞論説副主幹）は共に毎日新聞の記者で、四郎は8期上だった。
- 妻[75]
- 長女[75]。

## 所属団体・議員連盟
- 民主党娯楽産業健全育成研究会
- 日中友好議員連盟（副会長）[101]
- 日朝友好議員連盟
- 恒久平和のために真相究明法の成立を目指す議員連盟
- 健全なネットワークビジネスを育てる議員連盟
- ホームエンタテイメント議員連盟（副会長）
- 日中友好会館（理事）
- 日中協会（理事）
- パチンコチェーンストア協会

## 著書

### 単編著
1983年
- 『常識で生きるとこんな損をする バカを見るのはあなただけ』 青春出版社 1983.11（プレイブックス）

1985年
- 『ここで差がつく女性のためのマネー作戦 すぐやれる。確実。有利。』 角川ブックス 1985.12

1987年
- 『海江田万里のよくわかる「売上税」』徳間書店、1987年2月28日。NDLJP:11953311。
- 『今どうすれば一番損をしないか このままでいると5年で、はだか同然』青春出版社〈プレイブックス〉、1987年6月5日。NDLJP:11984035。
- 『海江田万里の損をしない遺産相続 山田ゴロ画』 飛鳥新社 1987.12

1988年
- 『激変する生涯資金づくり いま、この「金融商品」情報を知らないと大差がつく』 主婦と生活社 1988（21世紀ポケット）
- 『ちょっと知らないだけで貧乏する お金持ちになる人貧乏する人大違い面白お金学』 青春出版社 1988（プレイブックス）
- 『危機を乗りきる財テク』 講談社 1988.1
- 『マネー新時代の資産倍増法』 講談社 1988.2（ザ・ベストライフ）
- 『マル優廃止 こうすれば大丈夫』 扶桑社 1988.3
- 『自分のお金が二倍になる本 とにかく速く 金額別いちばんトクな利殖法』 光文社 1988.6（カッパ・ホームス）
- 『マル優廃止後のタイプ別（新）財テク講座 あなたはなに派?』 双葉社 1988.4
- 『あなたの税金こう変わる 海江田万里の税テク指南』 プレジデント社 1988.11

1989年
- 『海江田万里のすぐはじめたい相続税対策 遺産継承は長期展望で臨め』 大陸書房 1989.1
- 『知らないと損する新税制時代のマネープラン』 扶桑社 1989.6
- 『財産簿 借りてふやす生涯財テクの知恵』 光文社 1989.6（カッパ・ホームス） ISBN 978-4334051631
- 『消費税これだけは知っておけ』 経済界、1989年
- 『海江田万里の金のなる本』 双葉社 1989.8
- 『最新カード活用法』 扶桑社 1989.1
- 『男の家計革命 妻に財布を握らせない13章』 講談社 1989.9

1990年
- 『海江田万里の「新」マネー総合作戦 高金利時代の財テク必勝法』 プレジデント社 1990.11

1991年
- 『海江田万里が選んだクレジットカードベスト100』 主婦の友社 1991.4

1992年
- 『ポストバブル時代の経済戦略』 時事通信社 1992.1（現代を読む）
- 『海江田万里のこれでわかる不況のしくみ』 アイペックプレス 1992.1
- 『経済通になる日経新聞の読み方』 双葉社 1992.6
- 『成功する人はここが違う』 東洋経済新報社 1992.11

1993年
- 『金利は生きもの コスモの本』 1993.1
- 『時代を読む、お金を活かす 高齢化・金融自由化を迎えて “不安の時代"の財産有効活用学』 PHP研究所 1993.7
- 『ハイテク時代の得するライフプラン 知っているとこれだけ違う』 扶桑社 1993.3

1994年
- 『確定申告完全マニュアル 1994年版（平成5年分）』 日本文芸社 1994.1
- 『「生活充実国」宣言』 講談社 1994.2

1995年
- 『サラリーマン絶体絶命賃金崩壊』 主婦と生活社 1995.12 ISBN 978-4391117943

1996年
- 『僕が小沢政治を嫌いなほんとの理由』 二期出版 1996.2 ISBN 978-4890503018

1997年
- 『日本版ビッグバンこれが真実、これは嘘』 ベストセラーズ 1997.6 ISBN 978-4584182901
- 『「次の時代」をどう生きるか 癒しと再生へつながる提言』 泉書房 1997.12

1998年
- 『改正外為法で日本は浮上する』 ベストセラーズ 1998.3

1999年
- 『「老後のお金」はこうして作りなさい 日本版401kプランで資産運用はこう変わる! 』ベストセラーズ 1999.9
- 『世紀末アジア経済を読む 再生の盟主は日本か、中国か、米国か。』 プレジデント社 1999.3 ISBN 978-4833416757

2000年
- 『海江田万里の大ヒント!快適老後のつくりかた 30歳からでも早過ぎない老い支度マネープラン集』 主婦と生活社 2000.4

2001年
- 『「国のお金」のしくみがビシッと!わかる本』 オーエス出版 2001.11

2002年
- 『いちばんわかりやすいペイオフ100問100答』 アーク出版 2002.3

2006年
- 『海江田万里の音読したい漢詩・漢文傑作選』 小学館 2006.7（中国語・日本語のCD付き） ISBN 978-4093876537
- 『2011年、あなたの「定年後」は大丈夫か。』 主婦と生活社 2006.7

2007年
- 『団塊漂流 団塊世代は逃げ切ったか』 2007.12（角川oneテーマ21）

2008年
- 『水彩画で楽しむ漢詩紀行 悠久大陸を往く! 小学館』 2008.12（編：海江田万里、イラスト：王昭） ISBN 978-4093878104
- 『手にとるように税金がわかる本』 かんき出版 2008.12

2017年
- 『人間万里塞翁馬』 双葉社 2017.8

2023年
- 『陶淵明 その詩と人生：混迷の時代を生き抜く智慧』アジア太平洋観光社 2023.01

### 共編著
1979年
- 『公務員ズバリ合格法 若者よ,迷わず役人のプロをめざせ』 野末陳平 徳間ブックス 1979.4

1983年
- 『主婦が得するおかね学』 野末陳平 リビングマガジン 1983.5

1984年
- 『この頭がものをいう新常識わが家の銀行利用法』 野末陳平 青春出版社 1984.4（プレイブックス）

1985年
- 『わが家の頭のいい銀行利用法』 野末陳平 青春出版社 1985.12（プレイブックス）
- 『これでスッキリ疑問がとける!夫と妻の年金教室』 野末陳平 ニッポン放送出版 1985.6
- 『わが家の確定申告法』 野末陳平 青春出版社 1985.2（プレイブックス）

1987年
- 『頭のいい税金の本』 野末陳平 青春出版社 1987.2（プレイブックス）

1988年
- 『相続・贈与のテクニック あなたの財産を有効に次世代へ残すために』 神津信一 長谷川工務店 1988.1

1989年
- 『香港買物美食手帳 / 野末陳平共編』 扶桑社 1989.4

1992年
- 『頭にやさしい経済入門 財布からみた日本経済』 同文書院 1992.5（快楽脳叢書）

1994年
- 『国会議事堂のダンディー /対論』 弘兼憲史 こーりん社 1994.4

1995年
- 『大判カタカナ語新辞典』 有紀書房 1995.2
- 『新カタカナ語ポケット辞典』 有紀書房 1995.5

## 演じた俳優
- 石丸謙二郎 - 日本テレビ『1000年後に残したい…報道映像』（2011年12月23日放送）
- 宅麻伸 - 『NHKスペシャル メルトダウン File.07 そして冷却水は絞られた』（2018年3月17日放送）
- 小木茂光 - NETFLIXオリジナル『THE DAYS』(2023年6月1日公開)※役名は「経産大臣」。